# Panomporn Puangmalai
Panomporn Puangmalai (thailändisch พนมพร พวงมาลัย, * 12. März 1999) ist ein thailändischer Fußballspieler.

## Karriere
Panomporn Puangmalai erlernte das Fußballspielen in der Jugendmannschaft des Chamchuri United FC. Hier stand er auch bis Ende 2021 unter Vertrag. Der Verein aus der Hauptstadt Bangkok spielte in der dritten Liga. Der Verein spielte in der Bangkok Metropolitan Region der Liga. Anfang Januar 2022 wechselte er zum Erstligisten Port FC. Bei dem ebenfalls in Bangkok beheimateten Verein kam er in der Rückrunde 2021/22 nicht zum Einsatz. Am 1. Juli 2022 wechselte er auf Leihbasis zum Zweitligisten Customs United FC. Sein Zweitligadebüt für den Hauptstadtverein gab Puangmalai am 14. August 2022 (1. Spieltag) im Auswärtsspiel gegen den Erstligaabsteiger Suphanburi FC. Hier stand er in der Startelf und spielte die kompletten 90 Minuten. Die Customs verloren das Spiel durch die Tore von Matheus Souza und Douglas Tardin mit 2:0. Mit dem Verein aus Samut Prakan wurde man am Ende der Saison 2022/23 Tabellendritter und qualifizierte sich somit für die Aufstiegsspiele zur ersten Liga. Hier musste man sich jedoch im Finale gegen den Uthai Thani FC geschlagen geben. Nach der Ausleihe kehrte er zu Port zurück. Hier wurde sein Vertrag nicht verlängert. Im Sommer 2023 unterschrieb er einen Vertrag beim Drittligisten Chamchuri United FC. Mit dem Bangkoker Verein spielte er zwanzigmal in der Bangkok Metropolitan Region der Liga. Nach einer Spielzeit wechselte er im Sommer 2024 zum Ligarivalen North Bangkok University FC. Mit dem Verein spielte er zehnmal in der Central Region. Hierbei erzielte er einen Treffer. Ende Dezember 2024 verpflichtete ihn der Zweitligist Mahasarakham SBT FC.